# ISO 3166-2:IQ
ISO 3166-2:IQ is een ISO-standaard met betrekking tot de zogenaamde geocodes. Het is een subset van de ISO 3166-2 tabel, die specifiek betrekking heeft op Irak. Voor Irak worden hiermee de gouvernementen gedefinieerd.
De gegevens werden tot op 15 november 2016 geüpdatet op het ISO Online Browsing Platform (OBP). Hier worden 18 gouvernementen - governorate (en) / gouvernorat (fr) / muḩāfaz̧ah (ar) - gedefinieerd.
Volgens de eerste set, ISO 3166-1, staat IQ voor Irak, het tweede gedeelte is een tweeletterige code.

## Codes
| Code  | Naam Arabisch   | Naam Koerdisch |
| ----- | --------------- | -------------- |
| IQ-AN | Al Anbār        |                |
| IQ-BA | Al Başrah       |                |
| IQ-MU | Al Muthanná     |                |
| IQ-QA | Al Qādisīyah    |                |
| IQ-NA | An Najaf        |                |
| IQ-AR | Arbīl           | Hewlêr         |
| IQ-SU | As Sulaymānīyah | Slêmanî        |
| IQ-BB | Bābil           |                |
| IQ-BG | Baghdād         |                |
| IQ-DA | Dahūk           | Dihok          |
| IQ-DQ | Dhī Qār         |                |
| IQ-DI | Diyālá          |                |
| IQ-KA | Karbalā’        |                |
| IQ-KI | Kirkūk          |                |
| IQ-MA | Maysān          |                |
| IQ-NI | Nīnawá          |                |
| IQ-SD | Şalāḩ ad Dīn    |                |
| IQ-WA | Wāsiţ           |                |